# Margog Caka
Margog Caka (kinesiska: Ma’erguo Chaka, 玛尔果茶卡) är en saltsjö i Kina. Den ligger i den autonoma regionen Tibet, i den sydvästra delen av landet, omkring 610 kilometer nordväst om regionhuvudstaden Lhasa. Arean är 69 kvadratkilometer.
Genomsnittlig årsnederbörd är 266 millimeter. Den regnigaste månaden är juli, med i genomsnitt 61 mm nederbörd, och den torraste är december, med 3 mm nederbörd.